# Seis cuentos morales
Seis cuentos morales (en francés: Six contes moraux) es un ciclo de películas dirigidas por el director francés Éric Rohmer entre los años 1962 y 1972.
- 1963: La panadera de Monceau
- 1963: La carrera de Suzanne
- 1967: La coleccionista
- 1969: Mi noche con Maud
- 1970: La rodilla de Clara (Premio Louis Delluc)
- 1972: El amor después del mediodía